# Čebín
Čebín (in tedesco Tschebin) è un comune della Repubblica Ceca facente parte del distretto di Brno-venkov, in Moravia Meridionale.
Qua è nato l'ex calciatore František Štambachr.